# قطعنامه ۶۶۸ شورای امنیت
قطعنامه ۶۶۸ شورای امنیت سازمان ملل متحد که در تاریخ ۲۰ سپتامبر ۱۹۹۰ تصویب شد، سندی بین‌المللی دربارهٔ وضعیت کامبوج است. این قطعنامه طی نشست ۲۹۴۱ام با ۱۵ رای موافق، ۰ مخالف و ۰ ممتنع تصویب شد.